# Ван Дёйвен, Джейсон
Джейсон ван Дёйвен (нидерл. Jason van Duiven; родился 24 февраля 2005, Алмело) — нидерландский футболист, нападающий бельгийского клуба «Ломмел».

## Клубная карьера
Уроженец Алмело, ван Дёйвен выступал за молодёжную команду «Твенте» вместе с братом Робином. В 2018 году братья ван Дёйвен присоединились к футбольной академии ПСВ. В 2020 году 15-летний Джейсон подписал с клубом свой первый профессиональный контракт, летом 2022 года контракт был продлён до 2025 года. 5 августа 2022 года дебютировал в составе «Йонг ПСВ» в матче Эрстедивизи против клуба « Виллем II». 23 февраля 2023 года впервые попал в заявку основного состава ПСВ на матч Лиги Европы УЕФА против «Севильи». 3 апреля 2023 года сделал хет-трик в матче Эрстедивизи против «Роды».
В январе 2024 года отправился в аренду в клуб «Алмере Сити» до конца сезона 2023/24. 14 января 2024 года дебютировал в Эредивизи в матче против «Волендама».
12 августа 2024 года перешёл в бельгийский «Ломмел», подписав пятилетний контракт до середины 2029 года. 17 августа дебютировал в Челленджер Про Лиги в гостевом матче против «Беверена». 25 октября забил дебютные голы в чемпионате, оформив дубль в матче с «Йонг Генк».

## Карьера в сборной
Выступал за сборные Нидерландов до 15, до 17 и до 19 лет. В 2022 году сыграл на чемпионате Европы (до 17 лет), забив три гола и помог нидерландцам дойти до финала турнира, в котором они уступили французам.

## Достижения
Нидерланды (до 17 лет)
- Финалист чемпионата Европы (до 17 лет): 2022